# Colditz slot
51°7′50.82″N 12°48′26.94″Ø / 51.1307833°N 12.8074833°Ø
Colditz slot er et middelalderslot i byen Colditz i delstaten Sachsen i Tyskland. Slottet blev påbegyndt omkring år 1046 og spillede en vigtig rolle for tyske kejsere i middelalderen. Slottet blev brændt ned i 1430 af Husitterne og genopbygget i 1460'erne.
Under 2. verdenskrig blev slottet brugt som krigsfangelejr for prominente fanger under navnet Oflag IV-C og var en af de mest kendte krigsfangelejre for allierede fanger. 